# 磐田バスストップ
磐田バスストップ（いわたバスストップ）は、静岡県磐田市の東名高速道路本線上にあるバス停である。東名磐田（とうめいいわた）とも言う。
東名ハイウェイバスの特急・急行便が停車する。

## 歴史
- 1969年6月10日 - 開設。

## 隣接のバス停
- 東名ハイウェイバス（名古屋－静岡の急行便）
浜松北BS - 磐田BS - 袋井BS
- 東名ハイウェイバス（東京－浜松の特急便）
浜松インター - 磐田BS - 袋井BS

## 乗り換え
- 遠州鉄道 東名バス停。
  - 磐田駅から30 磐田天竜線（ららぽーと磐田・二俣・山東方面）に乗車。

## 距離
- 東京駅から242.1km